# آدم ليفين
آدم نوح ليفين (بالإنجليزية: Adam Levine)‏ (من مواليد 18 مارس 1979) هو مغني وكاتب أغاني وعازف متعدد وممثل أميركي. والده فريد ليفين هو مؤسس سلسلة متاجر التجزئة M. لآدم شقيقان، مايكل، وسام. تطلق والداه عندما كان في السابعة.
هو المغني الرئيسي لفرقة موسيقى البوب روك مارون 5. ولد ونشأ في لوس أنجلوس، كاليفورنيا، وبدأ مسيرته الموسيقية في عام 1994.
- سوفت روك [الإنجليزية][7]

## وصلات خارجية
- (بالإنجليزية) الموقع الرسمي
- (بالإنجليزية) adamlevineعلى تويتر.
- 222 Records Official website
- آدم ليفين على موقع IMDb (الإنجليزية)
- آدم ليفين على موقع الموسوعة البريطانية (الإنجليزية)
- آدم ليفين على موقع روتن توميتوز (الإنجليزية)
- آدم ليفين على موقع ألو سيني (الفرنسية)
- آدم ليفين على موقع ميوزك برينز (الإنجليزية)
- آدم ليفين على موقع رولينغ ستون (الإنجليزية)
- آدم ليفين على موقع أول موفي (الإنجليزية)
- آدم ليفين على موقع قاعدة بيانات الأفلام السويدية (السويدية)
- آدم ليفين على موقع إن إن دي بي (الإنجليزية)
- آدم ليفين على موقع أول ميوزيك (الإنجليزية)